# Auasgebergte
Het Auasgebergte is het hoogste gebergte van Namibië. Het gebergte ligt vlak bij Windhoek en is ongeveer 56 km lang en 10 km breed. Het gebergte is rijk aan flora en fauna. Het hoogste punt van het gebergte is de Moltkeblick (2.479 m).